# Са (фараон)
Са (Гор-Са, За,  Ба, Гор-За) – імовірний давньоєгипетський фараон з II чи III династії. 

## Життєпис
Ім’я Са зустрічається у Саккарському списку. Дотепер єгиптологи не визначились, чи був він останнім фараоном II чи ж засновником III династії, та й узагалі, чи він насправді існував.